# Мехоффер, Юзеф
Юзеф Мехоффер (пол. Józef Mehoffer; 19 марта 1869, Ропчице, Австро-Венгрия — 8 июля 1946, Вадовице) — польский художник, график, витражист, один из крупнейших деятелей движения Молодая Польша.

## Жизнь и творчество
Ю. Мехоффер изучал живопись сперва в краковской Школе изящных искусств у Яна Матейко и Исидора Яблонского, затем учился в венских университете и Академии художеств, в парижской Школе изящных искусств. Был выдающимся мастером художественной графики, офорта, акватинты, литографии. Был создателем большого количества произведений так называемой «бытовой графики»: книжных обложек и иллюстраций, виньеток, экслибрисов, орнаментов, плакатов и инициалов. Занимался проектированием товарных знаков, акций и банкнот. Создал много портретов, в том числе и исторических личностей.
Ю.Мехоффер известен также как автор оконных витражей в стиле Венский Сецессион в церквях Фрибура и Кракова, а также настенной живописи в армянской церкви Львова и в краковском Вавеле.
Был одним из основателей Товарищества польских художников «Искусство».
В числе его учеников, среди прочих, были Здислав Эйхлер, Винценты Драбик, Роман Сельский, Роман Крамштык и Ян Цибис.
В 1996 году в Кракове открылся Дом-музей Юзефа Мехоффера.

## Избранные картины
- Площадь Пигаль в Париже, 1894, Познань, Народный музей
- Висла под Неполомицами, 1894, Краков, Товарищество друзей изящных искусств
- Автопортрет, 1897, Краков, Народный музей
- Краковский рынок, 1903, Краков, Народный музей
- Портрет жены художника, 1904, Краков, Народный музей
- Медуза, 1904, Краков, Исторический музей
- Чудесный сад, 1903, Варшава, Народный музей
- Портрет жены с пегасом, 1913, Лодзь, Музей искусств
- Красный галстук, 1917, частное собрание

- Автопортрет. 1897
- Чудесный сад. 1903
- Краковский рынок. 1903
- Портрет жены художника. 1904
- Майское солнце. 1911